# الصحة في السودان

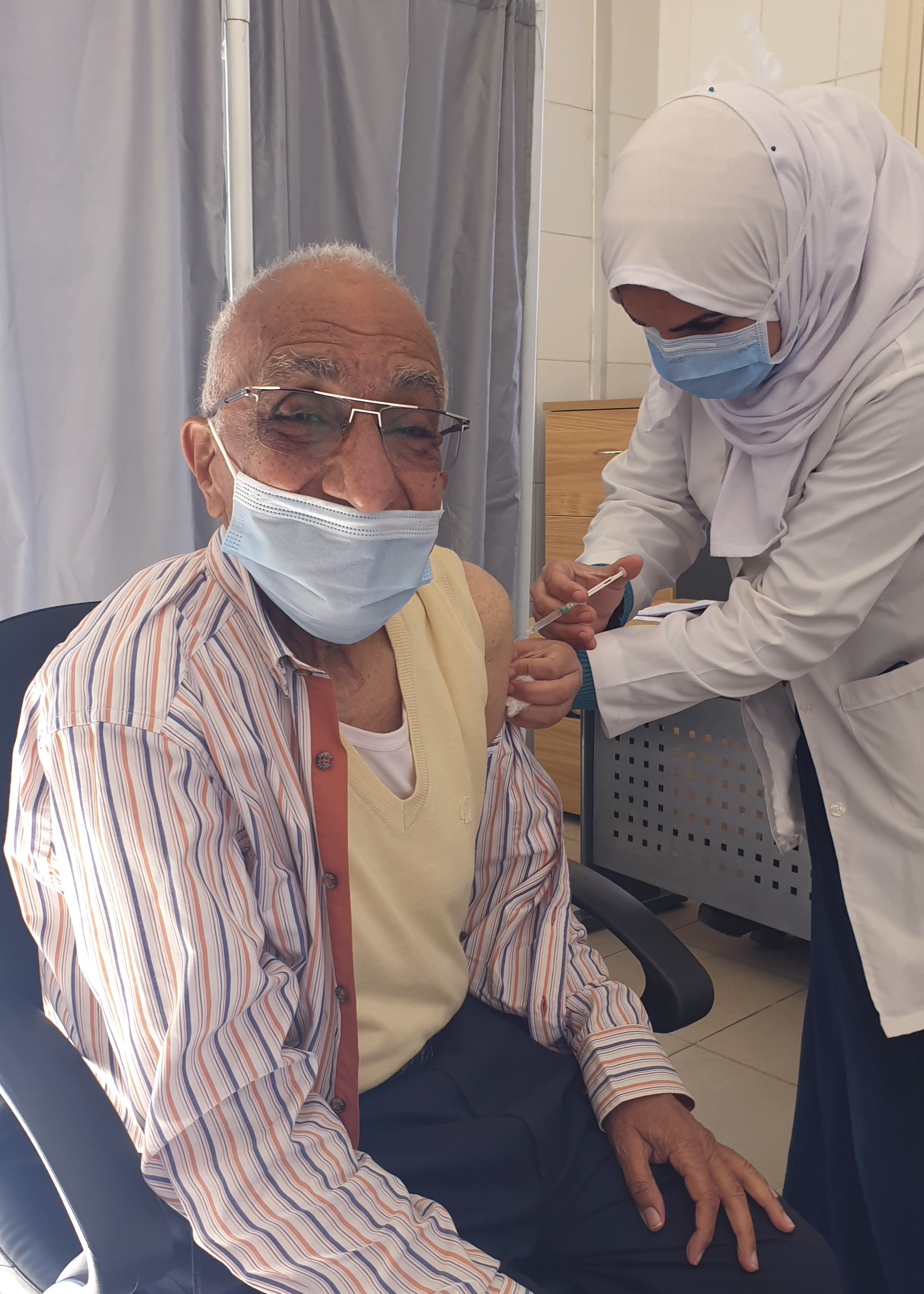

لا يزال السودان واحداً من أكبر الدول مساحة في أفريقيا حتى بعد انقسام جزأيه الشمالي والجنوبي، وهو واحد من أكثر البلدان كثافة سكانية في المنطقة، وهو موطن لأكثر من 37.9 مليون شخص. مع هذا الارتفاع في عدد السكان ووضع القضايا السياسية التي ابتليت بها البلاد مع الحرب والعداء على مدى السنوات ال 25 الماضية في الاعتبار أصبح الاهتمام بالرعاية الصحية ثانوياً في خضم الأمور الأخرى التي قد تعتقدها الحكومة أكثر إلحاحاً وأجدر بالاهتمام. السودان لا يزال لديه طريق طويل ليقطعه لتحقيق أهدافه التنموية للألفية وإقامة نظام الرعاية الصحية الكافية بالكفاءة التي يستفيد منها كل فرد في البلاد.

## الوضع الصحي

### تاريخ الرعاية الصحية في السودان
تاريخ البحوث الطبية وتوفير الرعاية الصحية الطبية المهنية في السودان يمكن أن يرجع إلى عام 1903، عندما تم تأسيس مختبر أبحاث ويلكوم في الخرطوم كجزء من كلية غوردون التذكارية.

### الوضع الصحي في الآونة الأخيرة
مع تزايد شيخوخة السكان على نحو مطرد، يواجه السودان عبئاً مزدوجاً بسبب الأمراض خصوصاً مع ارتفاع معدلات الأمراض المنقولة وغير المنقولة.
- أظهر مسح الأسر السودانية لعام 2010 أن 26.8٪ من الأطفال الذين تتراوح أعمارهم بين 5-59 شهراً كانوا مصابين بالإسهال، في حين كان 18.7٪ من الأطفال مشتبه بإصابتهم بالالتهاب الرئوي في الأسبوعين الذين سبقا المسح.
- تفاقم سوء التغذية بسبب نقص البروتينات ونقص المغذيات الدقيقة سبب مشكلة كبيرة بين الأطفال دون سن الخامسة، حيث أن 12.6٪ و 15.7٪ منهم يعانون من الهزال الشديد والتقزم، على التوالي. إن نقص المغذيات الدقيقة الأكثر شيوعا هي اليود والحديد وفيتامين أ.
- فيما يتعلق بالأهداف الإنمائية للألفية، لا يزال 73 [المدى: 59-88] (كلا الجنسين) من أصل كل 1000 طفل يولدون لا يعيشون ليروا عيد ميلادهم الخامس.[3] معدل وفيات الأمهات لكل 100000 ولادة حية تقدر ب 730 [380-1400] حالة وفاة لكل 100000 ولادة حية في عام 2010.[3]
- تم تحقيق الهدف الإنمائي للألفية للملاريا، على الرغم من ذلك إلا أن الملاريا لا تزال مشكلة صحية كبيرة. في عام 2010، أدت الملاريا إلى وفاة 23 شخصاً في كل 100000 من السكان؛ في حين تم الإبلاغ عن ما مجموعه أكثر من 1.6 مليون حالة.
- المعدل السنوي لحالات الدرن الجديدة لعام 2010 هو 119 لكل 100000، نصفهم نتيجة مسحته إيجابية. كشف حالات الدرن بمعدل 35٪ هو أقل بكثير من الهدف 70٪، ولكن نجاح العلاج بنسبة 82٪ قريب جداً من هدف منظمة الصحة العالمية بنسبة 85٪. وفيما يتعلق بفيروس نقص المناعة البشري ومتلازمة نقص المناعة المكتسب (الإيدز)، فإن نسبة تفشي المرض منخفضة بين عموم السكان بمعدل انتشار يقدر ب 0.24٪ حيث أن المرض يتركز في ولايتين.[4]

### إحصاءات مهمة
تشمل الإحصاءات الحيوية أدناه جنوب السودان.
| الفترة    | الولادات الحية سنوياً | الوفيات سنوياً | التغيير الطبيعي سنوياً | معدل المواليد الخام | معدل الوفيات الخام | التغير الطبيعي | معدل الخصوبة الإجمالي | معدل وفيات الرضع |
| --------- | -------------------- | ------------- | --------------------- | ------------------- | ------------------ | -------------- | --------------------- | ---------------- |
| 1950-1955 | 452000               | 233000        | 219000                | 46.5                | 24.0               | 22.5           | 6.65                  | 160              |
| 1955-1960 | 51000                | 251000        | 259000                | 46.7                | 23.0               | 23.8           | 6.65                  | 154              |
| 1960-1965 | 572000               | 268000        | 304000                | 46.6                | 21.8               | 24.7           | 6.60                  | 147              |
| 1965-1970 | 647000               | 281000        | 365000                | 46.5                | 20.3               | 26.3           | 6.60                  | 137              |
| 1970-1975 | 737000               | 298000        | 438000                | 46.2                | 18.7               | 27.5           | 6.60                  | 126              |
| 1975-1980 | 839000               | 317000        | 522000                | 45.1                | 17.1               | 28.1           | 6.52                  | 116              |
| 1980-1985 | 950000               | 339000        | 611000                | 43.6                | 15.5               | 28.0           | 6.34                  | 106              |
| 1985-1990 | 1043000              | 361000        | 682000                | 41.7                | 14.4               | 27.3           | 6.08                  | 99               |
| 1990-1995 | 1137000              | 374000        | 763000                | 40.1                | 13.2               | 26.9           | 5.81                  | 91               |
| 1995-2000 | 1242000              | 387000        | 855000                | 38.6                | 12.0               | 26.6           | 5.51                  | 81               |
| 2000-2005 | 1324000              | 373000        | 951000                | 36.5                | 10.3               | 26.2           | 5.14                  | 70               |
| 2005-2010 | 1385000              | 384000        | 1001000               | 33.8                | 9.4                | 24.4           | 4.60                  | 64               |

## السياسات الصحية والنظم والتمويل
- الحالة الاجتماعية والاقتصادية في السودان تدهورت كثيراً بعد انفصال جنوب السودان، في حين لا يزال هنالك صراع قائم في دارفور وجنوب كردفان والنيل الأزرق. وقد عانى اقتصاد السودان قدراً كبيراً من هذا الحدث. أولاً من انخفاض أسعار النفط، ومؤخراً من خسارة فادحة في الإيرادات من جنوب السودان لنقل النفط. بالإضافة إلى ذلك، تأثير استمرار العقوبات والحظر التجاري. ونتيجة لهذه الأحداث، تم تخفيض الأموال من أجل الصحة، إضافة إلى هشاشة القطاع الصحي.[4]
- يتم توفير الخدمات الصحية (بالإضافة إلى وزارات الصحة (الاتحادية والولائية والمحليات))، من خلال النظم الفرعية الصحية مثل خطط التأمين، القوات المسلحة، والجهات الخاصة. لتوفير الخدمة، ويتم تنظيم الرعاية الصحية على ثلاثة مستويات:، المستوى الأولي والثانوي والثالث الرئيسي. صندوق التأمين الصحي الوطني، بالإضافة إلى كونه فاعلاً للتمويل، له المرافق الصحية الخاصة به. القوات المسلحة والمنظمات شبه الحكومية مثل السكك الحديدية وطيران السودان الخ لها شبكات خاصة بها من المرافق الصحية وخطط التأمين.
- القطاع الخاص، الذي ينمو بوتيرة سريعة، ويتركز في المدن الكبرى، ويركز على الرعاية العلاجية.
- نظام التمويل الصحي في السودان شهد العديد من التغييرات في الماضي، من نظام قائم على الضرائب في أواخر خمسينيات القرن الماضي إلى فرض الرسوم على المستفيدين جنباً إلى جنب مع برامج التكافل الاجتماعي مثل نظام التكافل.[6] ونظام التأمين الصحي الاجتماعي الذي أُدخل في عام 1995، جنباً إلى جنب مع القطاع الخاص الذي نما أضعافاً مضاعفةً مما أدى لزيادة خارج الجيب من الأسر في عام 2006، تم الإعلان عن الرعاية في حالات الطوارئ مجاناً لأول 24 ساعة مجاناً، وتم اعتماد السياسة المالية مجانية للأطفال دون سن الخامسة والنساء الحوامل في عام 2008.
- استعرضت البلاد أيضاً تمويل النظام الصحي باستخدام نهج التقييم التنظيمي لتحسين وتعزيز تمويل الرعاية الصحية تمهيداً لصياغة إستراتيجية وطنية لتمويل الصحة. أيضا، شرعت البلد على وضع خارطة طريق مفصلة لتوفير التغطية الصحية الشاملة لسكانها.[6]

## الأمراض المعدية

### الملاريا
الملاريا هي واحدة من أكثر الأمراض الفتاكة والأوبئة التي تؤثر على السودان والمنطقة الأفريقية بشكل عام. ويرجع ذلك أساساً إلى ارتفاع درجات الحرارة وعدم كفاية البنية التحتية المتعلقة بشبكات الصرف الصحي والمجاري عندما تكون المياه راكدة وتتراكم ولا تتصرف فيصبح الخزان مكاناً خصباً لتكاثر البعوض. وهذا يؤدي إلى زيادة كبيرة أعداد البعوض في المنطقة المتضررة. ومع كل ذلك، لدينا سبب للاعتقاد بأن تأثير وعبء الملاريا قد قل إلى حد ما. في عام 2007 أجريت دراسة في السودان والتي كشفت عن قلة الإبلاغ عن نوبات الملاريا والوفيات بسببهاإلى النظام الصحي الرسمي، مما يترتب عليه التقليل من عبء المرض., وقد كان للأطفال أقل من خمس سنوات من العمر أعلى معدل للوفيات وسنوات العمر المعاشة بعبء المرض، مما أكد الأثر المعروف للملاريا على هذه الفئة من السكان. فقدت الإناث أكثر سنوات عمرية بسبب العيش بعبء المرض من الذكور في جميع الفئات العمرية، والتي غيرت الصورة المعروضة من قبل معدلات الإصابة وحدها. التقديرات الوبائية وحسابات سنوات العمر في هذه الدراسة تشكل أساساً لمقارنة التدخلات التي تؤثر على معدلات الوفيات وعبء المرض بشكل مختلف، وذلك بمقارنة العبء الناتج عنهم. إن سنوات العمر المفقودة بسبب الملاريا قد تحدد وضع هذا المرض بين بقية الأمراض، إذا ما قورنت سنوات العمر المفقودة بسبب أمراض أخرى. وينبغي النظر للشكوك حول التقديرات عند استخدامها لصنع القرار وينبغي بذل مزيد من العمل لتحديد هذه الشكوك لتسهيل الاستفادة من النتائج. هناك حاجة لمزيد من الدراسات الوبائية لسد الثغرات في هذه الدراسة لتحديد أدق لتأثير وعبء المرض.

### الحمى الصفراء
تم إبلاغ منظمة الصحة العالمية من قبل الوزارة الاتحادية للصحة في السودان من تفشي الحمى الصفراء في عام 2012 والتي أثرت على ولايات دارفور الخمس. وأدى تفشي المرض إلى الاشتباه ب 847 حالة منها 171 حالة وفاة. للحد من انتشار الحمى الصفراء، عملت منظمة الصحة العالمية مع وزارة الصحة الاتحادية في السودان في حملة التطعيم الذي أوقفت انتشار المرض.

### مرض الإيماء
مرض الإيماء أو متلازمة الإيماء هو مرض جديد غير معروف ظهر في السودان في الثمانينات وهو مرض مميت، بتأثيره العقلي والجسدي يصيب فقط الأطفال الصغار. ويقتصر حالياً على منطقة صغيرة في جنوب السودان.

## الرعاية الصحية للأم والطفل
في يونيو 2011، أصدرت منظمة الأمم المتحدة للسكان تقريراً عن حالة القبالة في العالم. وتضمن التقرير بيانات جديدة عن القوى العاملة في القبالة والسياسات المتعلقة بوفيات الأطفال حديثي الولادة والأمهات في 58 بلداً. معدل وفيات الأمهات لعام 2013 لكل 100,000 ولادة في السودان هو 2054 مقارنة ب 306.3 في عام 2008 و 592.6 في عام 1990. معدل وفيات للأطفال تحت سن الخامسة، لكل 1,000 ولادة هي 109 ومعدل وفيات حديثي الولادة كنسبة مئوية تندرج تحت وفيات الأطفال دون سن الخامسة هو 34. الهدف من هذا التقرير هو تسليط الضوء على الطرق التي من خلالها يمكن تحقيق الأهداف الإنمائية للألفية، وخاصة الهدف الرابع وهو تخفيض معدل وفيات الأطفال، والهدف الخامس: تخفيض معدل وفيات الأمهات. عدد القابلات في السودان لكل 1000 مولود حي هو قابلة واحدة فقط وخطر الوفاة للنساء الحوامل هو وفاة واحدة من بين 7 حوامل.